# Vadász Ernő
Vadász Ernő (Tiszacsege, 1960. május 6. – Budapest, 1988. július 14.) magyar bűnöző.
Vadász Ernő Tiszacsegén élt, csavargó és munkakerülő életmódot folytatott, emiatt fiatal kora végére már büntetett előéletű volt. 1986. december 10-én Vadász és társa Tiszacsege különböző kocsmáiban italoztak és felfigyeltek egy szintén ittas férfire, akinél véleményük szerint sok készpénz lehetett. Vadász a tiszacsegei utcán egy csavargótársával szövetkezve megvárta és megtámadta a férfit. Áldozatukat kirabolták és annyira megverték, hogy az a helyszínen belehalt sebesüléseibe. Vadász és társa ezután a megtámadott férfi lakására ment, amelyet szintén kiraboltak. A zsákmánnyal elégedetlenek voltak, ezért még a gyilkosság éjjelén Vadász feltörte és kirabolta a falu ÁFÉSZ-kisvendéglőjét. Vadászra kitervelten és nyereségvágyból elkövetett emberölés bűntette, nagyobb értékre elkövetett lopás bűntette és okirattal való visszaélés vétsége miatt a Hajdú-Bihar Megyei Bíróság halálbüntetést szabott ki.
Az ítéletet a Budapesti Fegyház és Börtön akasztóudvarán hajtották végre. Vadász Ernő volt Magyarországon az utolsó személy, akit a halálbüntetés 1990-es eltörlése előtt kivégeztek.